# 2184 Fujian
2184 Fujian eller 1964 TV2 är en asteroid i huvudbältet som upptäcktes den 9 oktober 1964 av Purple Mountain-observatoriet i Nanjing, Kina. Den är uppkallad efter den kinesiska provinsen Fujian.
Asteroiden har en diameter på ungefär 35 kilometer.